# Wachtwoordbeheerder

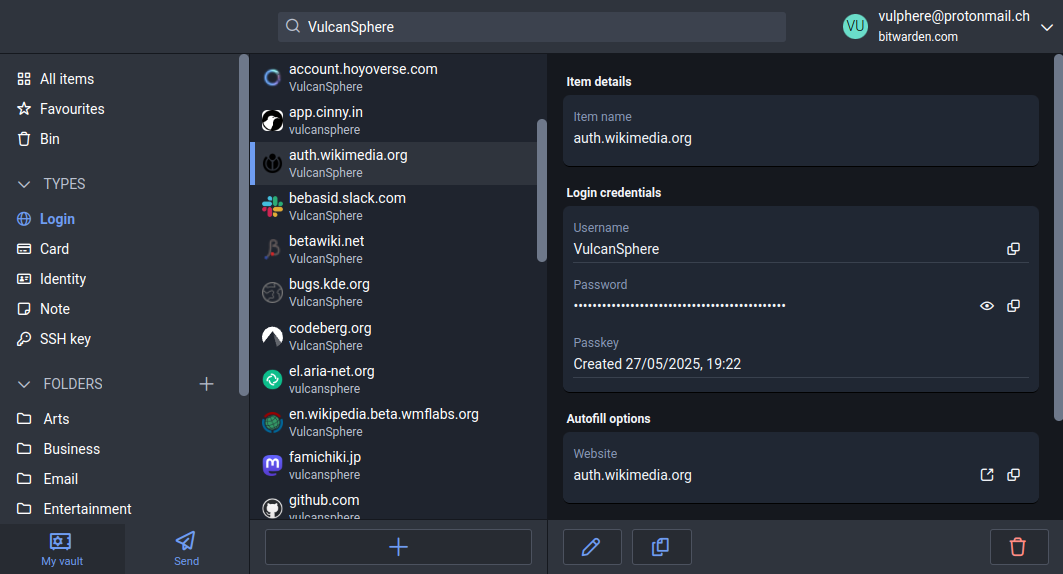
Bitwarden is een wachtwoordbeheerder

Een wachtwoordbeheerder of wachtwoordmanager is een computerprogramma waarmee gebruikers hun wachtwoorden kunnen opslaan en beheren voor gebruik in lokale software, webapplicaties en internetpagina's.
Ook webbrowsers als Google Chrome, Mozilla Firefox en Opera bevatten ingebouwde functies voor het wachtwoordbeheer van online velden en formulieren.

## Voor- en nadelen
Enkele voordelen van een wachtwoordbeheerder zijn het verlichten van een fenomeen als wachtwoordmoeheid, waarbij een gebruiker overweldigd kan raken door het onthouden van meerdere complexe wachtwoorden. De software kan deze wachtwoorden genereren, opslaan en automatisch invullen. Ook hoeft de gebruiker maar een hoofdwachtwoord te onthouden voor de beheersoftware.
Kritiek die op een wachtwoordbeheerder wordt gegeven is de kwetsbaarheid om het hoofdwachtwoord voor de applicatie te raden of te kraken, en zo toegang te krijgen tot vertrouwelijke informatie. Sommige wachtwoordbeheerders proberen virtuele toetsenborden of biometrie, zoals een vingerafdruk, te gebruiken om dit te voorkomen.

## Bekende software
- 1Password
- Bitwarden
- iCloud-sleutelhanger
- KeePass
- LastPass
- NordPass
- Roboform
- Sticky Password